# Den Kongelige Mynt
Det Kungliga Mynt var ett norskt myntverk mellan 1686 och 2004. Det upprättades och drevs som en del av Kongsberg Silververk. Verket skulle utnyttja silverförekomsten till att producera mynt och var ursprungligen styrd från Köpenhamn som ett kungligt företag. Efter Norges självständighet från Danmark blev det år 1816 styrt av Finansdepartementet, tills det överfördes till Norges Bank  år 1962 . År 2001 blev Den Kungliga Mynt skilt ut som eget aktiebolag helägd av Norges Bank för att senare, 30 juni 2003 bli sålt till Samlerhuset AS och Suomen Rahapaja för 44 miljoner kronor. År 2004 blev privatiseringen markerat genom att företaget ändrade namn till Det Norske Myntverket AS.